# Zimna Woda (Koszarawa)
Zimna Woda – przysiółek wsi Koszarawa w Polsce położony w województwie śląskim, w powiecie żywieckim, w gminie Koszarawa.
W latach 1975–1998 przysiółek administracyjnie należał do województwa bielskiego
Leży na stokach Buciorysza, na wysokości około 720 m n.p.m. Składa się z 10 murowanych, niedawno zbudowanych domów oraz 2 zabytkowych drewnianych chałup. Nazwa przysiółka pochodzi od bijącego w nim źródła, z wodą posiadającą w opinii mieszkańców właściwości lecznicze. W miejscowej tradycji takie źródła nazywane są Zimna Woda bądź też Głodna Woda.
Przysiółek oddalony jest od Koszarawy o około 3 km, połączony jest z siedzibą gminy drogą lokalną.